# 内省排序
内省排序（英語：Introsort）是由大衛·穆塞爾在1997年设计的排序算法。这个排序算法首先从快速排序开始，当递归深度超过一定深度（深度为排序元素数量的对数值）后转为堆排序。采用这个方法，内省排序既能在常规数据集上实现快速排序的高性能，又能在最坏情况下仍保持{\displaystyle O(n\log n)}的时间复杂度。由于这两种算法都属于比较排序算法，所以内省排序也是一个比较排序算法。
在快速排序算法中，一个关键操作就是选择基准点（Pivot）：元素将被此基准点分开成两部分。最简单的基准点选择算法是使用第一个或者最后一个元素，但这在排列已部分有序的序列上性能很糟。尼克劳斯·维尔特为此设计了一个快速排序的变体，使用处于中间的元素来防止在某些特定序列上性能退化为{\displaystyle O(n^{2})}的状况。这个3基准中位数选择算法从序列的第一，中间和最后一个元素取得中位数来作为基准，虽然这个算法在现实世界的数据上性能表现良好，但经过精心设计的“破解序列”仍能大幅降低此变体算法的性能。这样就有攻击者精心设计序列发送到因特网服务器以进行拒绝服务（DoS）攻击的潜在可能性。
穆塞爾研究指出，在针对3基准中位数选择算法设计的100,000个元素的“破解序列”上，内省排序的运行时间是这种3基准快速排序的1 / 200。在穆塞爾的算法中，最终较小范围内数据的排序由羅伯特·塞奇威克提出的小数据排序算法完成。
在2000年6月，SGI的C++标准模板库的stl_algo.h （页面存档备份，存于）中的不稳定排序算法采用了穆塞爾的内省排序算法。在此实现中，切换到插入排序的数据量阈值为16个。